# Gran Premio de Finlandia de Motociclismo de 1969
El Gran Premio de Finlandia de Motociclismo de 1969 fue la novena prueba de la temporada de 1969 del Campeonato Mundial de Motociclismo. El Gran Premio se disputó el 3 de agosto de 1969 en el Circuito de Imatra.

## Resultados 500cc
En la categoría reina, Giacomo Agostini se quedó detrás de Keith Turner (LinTo) por un tiempo, pero luego se decidió a atacarlo cuando tuvo problemas mecánicos y ya no tuvo rival. Paul Smart (Seeley) circulaba solo en segundo lugar pero también abandonó al igual que le pasó a otros grandes nombres como Maurice Hawthorne, John Dodds o Jack Findlay. Debido a todos esos abandonos, Billie Nelson (Paton) finalmente se convirtió en segundo y Godfrey Nash (Norton), tercero.
| Pos.    | Piloto            | Equipo        | Tiempo     | Pts. |
| ------- | ----------------- | ------------- | ---------- | ---- |
| 1       | Giacomo Agostini  | MV Agusta     | 57' 51" 9  | 15   |
| 2       | Billie Nelson     | Hannah Paton  | +1 Vuelta  | 12   |
| 3       | Godfrey Nash      | Norton        | +1 Vuelta  | 10   |
| 4       | Hannu Kuparinen   | Matchless     | +2 Vueltas | 8    |
| 5       | Lewis Young       | Matchless     | +2 Vueltas | 6    |
| 6       | Pentti Lehtelä    | Matchless     | +2 Vueltas | 5    |
| 7       | Terry Dennehy     | Drixton-Honda | +2 Vueltas | 4    |
| 8       | Steve Ellis       | LinTo         | +2 Vueltas | 3    |
| 9       | Osmo Hansen       | Matchless     | +2 Vueltas | 2    |
| 10      | Wolfgang Stropek  | MV Agusta     | +3 Vueltas | 1    |
| 11      | Per Aake Dahl     | Kawasaki      | +3 Vueltas |      |
| Ret     | Paul Smart        | Seeley        | Ret        |      |
| Ret     | Karl Hoppe        | URS-Seeley    | Ret        |      |
| Ret     | Phil O'Brien      | Matchless     | Ret        |      |
| Ret     | Keith Turner      | LinTo         | Ret        |      |
| Ret     | Jack Findlay      | LinTo         | Ret        |      |
| Ret     | Jack Lindh        | Seeley        | Ret        |      |
| Ret     | John Dodds        | LinTo         | Ret        |      |
| Ret     | Bosse Granath     | Husqvarna     | Ret        |      |
| Ret     | Gyula Marsovszky  | LinTo         | Ret        |      |
| Ret     | Maurice Hawthorne | LinTo         | Ret        |      |
| Ret     | Dan Shorey        | Seeley        | Ret        |      |
| Ret     | Billy Andersson   | Monark        | Ret        |      |
| Fuente: |                   |               |            |      |

## Resultados 350cc
En 350 cc, 
En Imatra, Giacomo Agostini comenzó sin problemas y condujo unas vueltas detrás de Rodney Gould. Cuando tomó la delantera, Gould pudo seguirlo durante otras tres vueltas, pero luego Agostini apretó el acelerador y se alejó. Giuseppe Visenzi (Yamaha) terminó tercero después de una pelea con Heinz Rosner. Jack Findlay aparentemente se ganó el puesto en la Jawa cuatro cilindros , que había dejado la muerte de Bill Ivy. Ahora Findlay estaba en forma nuevamente, pero el primer sustituto Silvio Grassetti continuó reclamando el contrato que había contraído con Jawa. Después de este Gran Premio de Finlandia, esa batalla no había terminado, pero por el momento se prefirió Findlay.
| Pos. | Piloto              | Equipo            | Tiempo     | Pts. |
| ---- | ------------------- | ----------------- | ---------- | ---- |
| 1    | Giacomo Agostini    | MV Agusta         | 57' 57" 6  | 15   |
| 2    | Rodney Gould        | Yamaha            | +1' 52" 6  | 12   |
| 3    | Giuseppe Visenzi    | Yamaha            | +2' 03"    | 10   |
| 4    | Heinz Rosner        | MZ                | +2' 21" 7  | 8    |
| 5    | Martti Pesonen      | Yamaha            | +1 Vuelta  | 6    |
| 6    | Adolf Ohligschläger | Yamaha            | +1 Vuelta  | 5    |
| 7    | Jack Findlay        | Yamaha            | +2 Vueltas | 4    |
| 8    | Lewis Young         | Aermacchi         | +2 Vueltas | 3    |
| 9    | Jim Curry           | Metisse-Aermacchi | +2 Vueltas | 2    |
| 10   | Ivar Sauter         | Aermacchi         | +2 Vueltas | 1    |
| 11   | Kjell Bogren        | Kawasaki          | +3 Vueltas |      |
| 12   | Matti Mäkilä        | Yamaha            | +3 Vueltas |      |
| 13   | Jerry Lancaster     | Aermacchi         | +3 Vueltas |      |
| 14   | Oiva Papunen        | Kawasaki          | +3 Vueltas |      |
| Ret  | Kelvin Carruthers   | Aermacchi         | Ret        |      |
| Ret  | Gerhard Heukerott   | Honda             | Ret        |      |
| Ret  | Teuvo Laakso        | Yamaha            | Ret        |      |
| Ret  | Taneli Lepo         | AJS               | Ret        |      |
| Ret  | Chas Mortimer       | Dubati            | Ret        |      |
| Ret  | Godfrey Nash        | Norton            | Ret        |      |
| Ret  | Pentti Heino        | Yamaha            | Ret        |      |
| Ret  | Billie Nelson       | Aermacchi         | Ret        |      |
| Ret  | Valto Ruohonen      | Yamaha            | Ret        |      |
| Ret  | Pentti Lehtelä      | Yamaha            | Ret        |      |
| Ret  | Matti Salonen       | Yamaha            | Ret        |      |
| Ret  | Anders Svensson     | Kawasaki          | Ret        |      |

## Resultados 250cc
La carrera de 250cc en Imatra fue muy emocionante. Heinz Rosner tomó la delantera con la MZ RE 250 seguido de Santiago Herrero (OSSA) , Renzo Pasolini (Benelli), Rodney Gould (Yamaha), Kent Andersson (Yamaha), Kel Carruthers (Benelli) y Günter Bartusch (MZ). En la segunda vuelta, Rosner rompió el cigüeñal y Herrero asumió el liderazgo hasta la séptima vuelta cuando Pasolini se hizo cargo del liderazgo. En el duodécimo giro, Andersson abrió el camino al mejorar el récord de vueltas. Herrero y Pasolini cayeron en la decimocuarta vuelta. Pasolini se lesionó el hombro y sería baja el resto de la temporada mientras que Herrero pudo reparar su manillar pero ya tenía una vuelta de desventaja. En la vuelta final, Gould también tuvo que detenerse debido a problemas con el cigüeñal, por lo que el segundo lugar (detrás de Andersson) fue para Bartusch, mientras que Börje Jansson (Kawasaki-Yamaha) quedó en tercer lugar.
| Pos. | Piloto           | Equipo          | Tiempo     | Pts. |
| ---- | ---------------- | --------------- | ---------- | ---- |
| 1    | Kent Andersson   | Yamaha          | 54' 26" 4  | 15   |
| 2    | Günter Bartusch  | MZ              | +1' 03" 7  | 12   |
| 3    | Börje Jansson    | Kawasaki-Yamaha | +1' 22" 1  | 10   |
| 4    | Kel Carruthers   | Benelli         | +1' 40" 9  | 8    |
| 5    | Dieter Braun     | MZ              | +2' 06" 2  | 6    |
| 6    | Santiago Herrero | OSSA            | +1 Vuelta  | 5    |
| 7    | Pentti Korhonen  | Yamaha          | +1 Vuelta  | 4    |
| 8    | Teuvo Länsivuori | Yamaha          | +1 Vuelta  | 3    |
| 9    | Chas Mortimer    | Yamaha          |            | 2    |
| 10   | Matti Salonen    | Yamaha          |            | 1    |
| 11   | Jerry Lancaster  | Yamaha          | +2 Vueltas |      |
| 12   | Aimo Heinonen    | Suzuki          | +3 Vueltas |      |
| Ret  | Paul Smart       | Yamaha          | Ret        |      |
| Ret  | Dave Simmonds    | Kawasaki        | Ret        |      |
| Ret  | Giuseppe Visenzi | Yamaha          | Ret        |      |
| Ret  | Renzo Pasolini   | Benelli         | Ret        |      |
| Ret  | Rodney Gould     | Yamaha          |            |      |
| Ret  | Bob Coulter      | Bultaco         | Ret        |      |
| Ret  | Jim Curry        | Honda           | Ret        |      |
| Ret  | Iikka Heinäaho   | Bultaco         | Ret        |      |
| Ret  | Martti Pesonen   | Yamaha          | Ret        |      |
| Ret  | Ivan Sauter      | Aermacchi       | Ret        |      |
| Ret  | Matti Mäkilä     | Yamaha          | Ret        |      |
| Ret  | Keith Turner     | Aermacchi       | Ret        |      |

## Resultados 125cc
En Finlandia, Cees van Dongen inicialmente tomó la delantera con su compañero de equipo Dieter Braun, y en tercer lugar Günter Bartusch con su MZ RE 125. Dave Simmonds seguía cuarto, pero en la tercera ronda finalmente tomó la delantera. Bartusch logró arrebatar el segundo lugar y Van Dongen solo pudo ser tercero.
| Pos. | Piloto              | Moto      | Tiempo      | Pts. |
| ---- | ------------------- | --------- | ----------- | ---- |
| 1    | Dave Simmonds       | Kawasaki  | 47' 59" 8   | 15   |
| 2    | Günter Bartusch     | MZ        | +8" 1       | 12   |
| 3    | Cees van Dongen     | Suzuki    | +19"        | 10   |
| 4    | Dieter Braun        | Suzuki    | +22" 9      | 8    |
| 5    | Thomas Heuschkel    | MZ        | +28" 1      | 6    |
| 6    | Chas Mortimer       | Villa     | + 1 Vuelta  | 5    |
| 7    | Barry Smith         | Derbi     | + 1 Vuelta  | 4    |
| 8    | Jerry Lancaster     | Honda     | + 1 Vuelta  | 3    |
| 9    | Seppo Kangasniemi   | MZ        | + 1 Vuelta  | 2    |
| 10   | Friedhelm Kohlar    | MZ        | + 1 Vuelta  | 1    |
| 11   | Pertti Leinonen     | Honda     | + 2 Vueltas |      |
| Ret  | Kent Andersson      | Maico     | Ret         |      |
| Ret  | Bob Coulter         | Bultaco   | Ret         |      |
| Ret  | John Dodds          | Aermacchi | Ret         |      |
| Ret  | Topi Vainio         | Honda     | Ret         |      |
| Ret  | John Dodds          | Yamaha    | Ret         |      |
| Ret  | Bosse Granath       | MZ        | Ret         |      |
| Ret  | Adolf Ohligschläger | Yamaha    | Ret         |      |
| Ret  | Eberhard Mahler     | MZ        | Ret         |      |
| Ret  | Vesa Kuusisto       | Honda     | Ret         |      |
| Ret  | Börje Jansson       | Maico     | Ret         |      |